# 將軍第 (金門縣)
將軍第是中華民國金門縣金城鎮北門里的歷史建築，是清朝溫州總兵盧成金的故宅，為金門縣縣定古蹟。

## 歷史
盧成金是清末金門籍將領，同治元年（1862年）署理金門鎮右營游擊，第二年改任銅山營參將，同治十一年（1872年）任浙江乍浦副將，光緒七年（1881年）署溫州鎮總兵，在金門建府第，去世後追贈武顯將軍，故其故宅被稱為“將軍第”。民國八十八年（1999年）6月經金門縣政府公告為縣定古蹟。

## 建築
盧成金在金門建宅的土地購自其副將邱炳忠，由於建宅時正逢為子娶婦和榮升總兵，故石堵、臺基、墻身紅磚等處多鑲嵌雙喜字，大門門框上有青斗石圓門簪，挂有“將軍第”的牌匾，宅第為傳統閩南三落大厝，空間佈局以中周三落為主體，依循官式建築規制，前埕、中庭鋪設石板地坪，一、二進采取燕尾翹脊的屋頂形式，墻身磚雕使用葫蘆、牡丹等作為裝飾。由於海盜猖獗，將軍第的建築設計對外開窗不多，只在正面雙喜墻上開有二扇雕花窗，形成對外封閉、對内開放的格局，第二進正堂門前全以隔扇門的方式組成。目前將軍第内藏有盧成金的袍甲武器與其夫婦的半身畫像以及兩方朝廷御賜的牌匾。